# Juglans
Juglans L. è un genere di angiosperme eudicotiledoni appartenente alla famiglia Juglandaceae, comunemente note con il nome generico di noci.
Il nome del genere deriva dal latino Iovis glans (ghianda di Giove).
La specie più conosciuta è Juglans regia, noto come noce da frutto o noce bianco. Quest'ultimo è la principale specie che produce l'omonimo frutto commestibile.

## Descrizione
Le Juglans sono alberi di grande taglia, con altezze comprese tra 10 e 40 metri. Le foglie sono alterne e imparipennate. Le piante sono monoiche a sessi separati, con impollinazione anemofila.
I fiori maschili sono raggruppati in spighe che comprendono fino a 36 stami. I fiori femminili (pistilli) sono riuniti a gruppi di 2-4, con uno stigma.
Il frutto è una drupa indeiscente a endocarpo sclerificato, contenente un solo seme con cotiledoni sviluppati e ricchi in materia grassa, chiamato noce.

## Distribuzione e habitat
L'areale naturale comprende l'America Settentrionale e Meridionale, l'Asia e l'Europa centrale e meridionale.

## Legname
Il noce è tra i legni più pregiati al mondo, particolarmente apprezzato per la sua resistenza e durezza, si presenta bruno con tendenza a scurirsi. Il noce europeo (Juglans regia), chiamato "noce nazionale" è assolutamente il più pregiato, in particolare la parte della radice ossia la "radica di noce".
Il noce viene principalmente impiegato in falegnameria fine, mobili di prestigio, piccola carpenteria, porte, impiallacciature di varia tipologia, battiscopa, coprifili e inoltre per piccoli oggetti e sculture in legno.
Nei legnami truciolari melaminici, il colore standard "noce" indica una stampa della copertura melaminica abbastanza scura, prossima al mogano.
Da notare che un tipo di legno comunemente trovato in commercio chiamato "noce Tanganica", (conosciuto anche come Aningre o Aniegre) non ha niente a che vedere con il genere Juglans, in quanto ricavato da una pianta delle Sapotaceae del genere Pouteria chiamata Aningeria altissima (o anche Aningeria robusta o  Aningeria superba) che cresce nelle foreste umide della fascia equatoriale africana dalla Costa d'Avorio al Kenya. La struttura si presenta con fibratura diritta e tessitura fine, ma il colore è più biondo/rossastro rispetto al noce nazionale. Di peso e durezza medi, scarsamente elastico, risulta abbastanza agevole da lavorare a patto però che l'operatore si riveli esperto, se scurito può essere abbinato a noce nazionale.

## Tassonomia

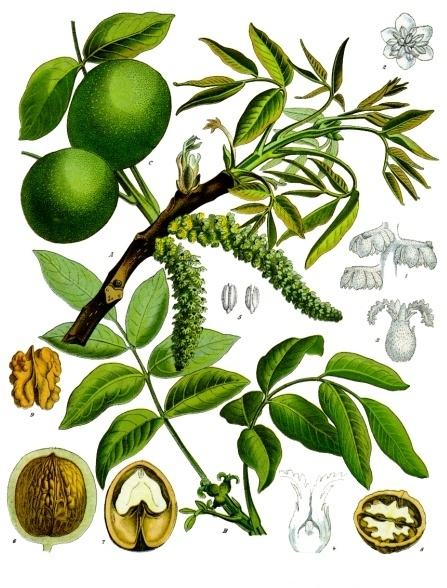
Le principali componenti di un albero di noce: fiori maschili e femminili, frutto e seme.

Sono riconosciute le seguenti specie:
- Juglans australis Griseb.
- Juglans × bixbyi Rehder
- Juglans boliviana Dode
- Juglans californica S.Watson
- Juglans cinerea L.
- Juglans hindsii (Jeps.) Jeps. ex R.E.Sm.
- Juglans hirsuta W.E.Manning
- Juglans hopeiensis Hu
- Juglans jamaicensis C.DC.
- Juglans major (Torr.) A.Heller
- Juglans mandshurica Maxim.
- Juglans mexicana S.Watson
- Juglans microcarpa Berland.
- Juglans mollis Engelm.
- Juglans neotropica Diels
- Juglans nigra L.
- Juglans × notha Rehder
- Juglans pyriformis Liebm.
- Juglans regia L.
- Juglans sigillata Dode
- Juglans soratensis W.E.Manning
- Juglans steyermarkii W.E.Manning
- Juglans venezuelensis W.E.Manning